# ميثانية رزمية صقلية
ميثانية رزمية صقلية (الاسم العلمي:Methanosarcina siciliae) هي نوع من العتائق تتبع جنس الميثانية الرزمية من فصيلة الميثاناوية الرزمية     .	